# Blagar jezik
Blagar jezik (belagar, tarang; ISO 639-3: beu), jezik u Malim sundskim otocima, Indonezija, kojim govori 11 000 ljudi. Pripada pantarskoj podskupini zapadnih transnovogvinejskih jezika.
Ima četiri dijalekta: apuri, limarahing, bakalang i pura. Retta na jugu otoka Pura, možda je poseban jezik.

## Vanjske poveznice
- Ethnologue (14th)
- Ethnologue (15th)